# سالن نمایش چینی گرامن

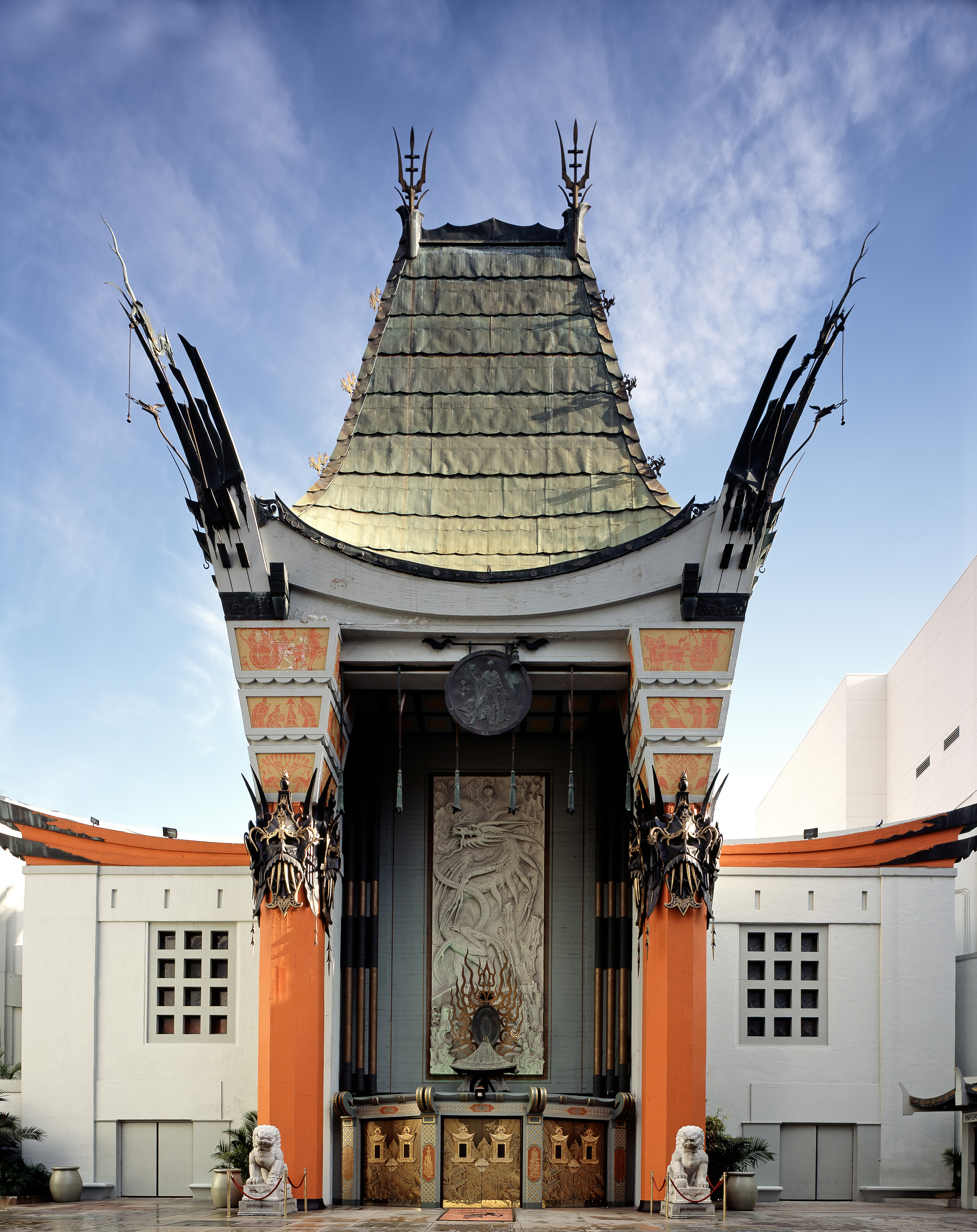
نمای مقابل بلوار هالیوود

سالن نمایش چینی گرامن (به انگلیسی: Grauman's Chinese Theatre) که با نام‌های سالن نمایش چینی تی‌سی‌ال (TCL Chinese Theatre) یا سالن نمایش چینی مان (Mann's Chinese Theatre) نیز شناخته می‌شود، سینمایی واقع در پیاده‌رو شهرت هالیوود است که برجسته‌ترین مشخصه آن جلوخانی دارای بلوک‌های بتونی است که اثر دست و پا و امضای شخصیت‌های مشهور سینما بر روی آن قرار دارد.

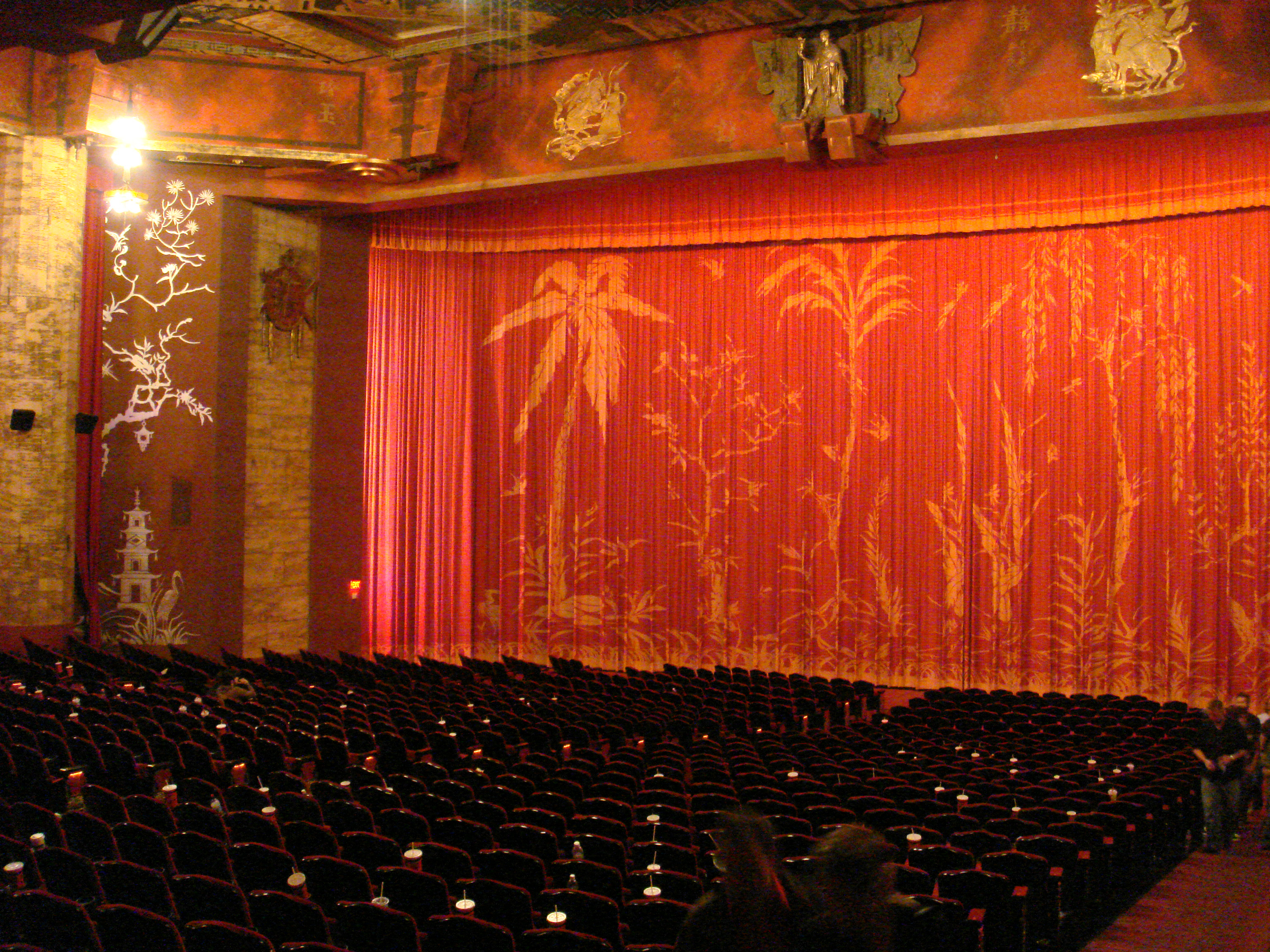
نمای درونی

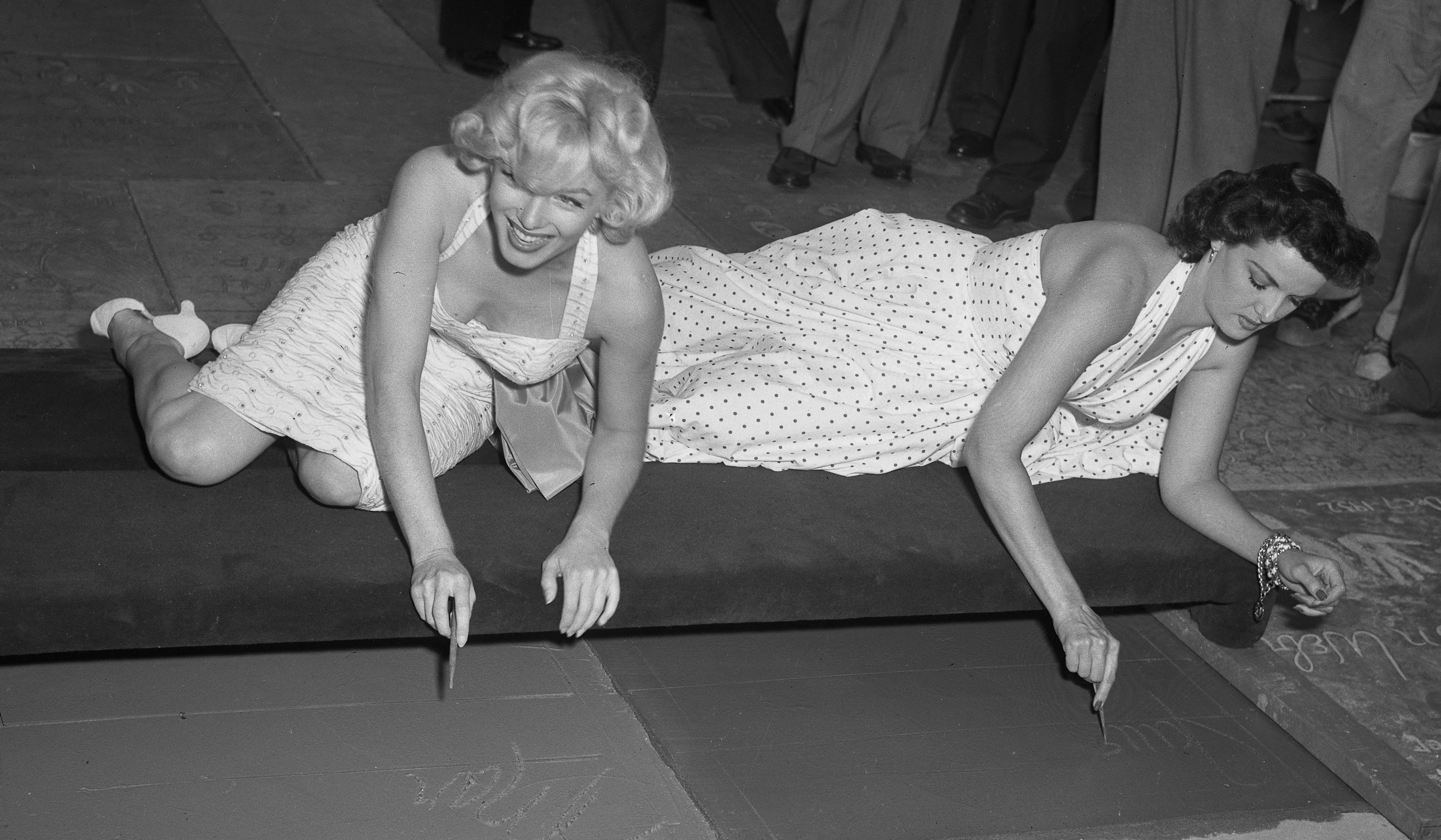
مرلین مونرو و جین راسل در سال ۱۹۵۳

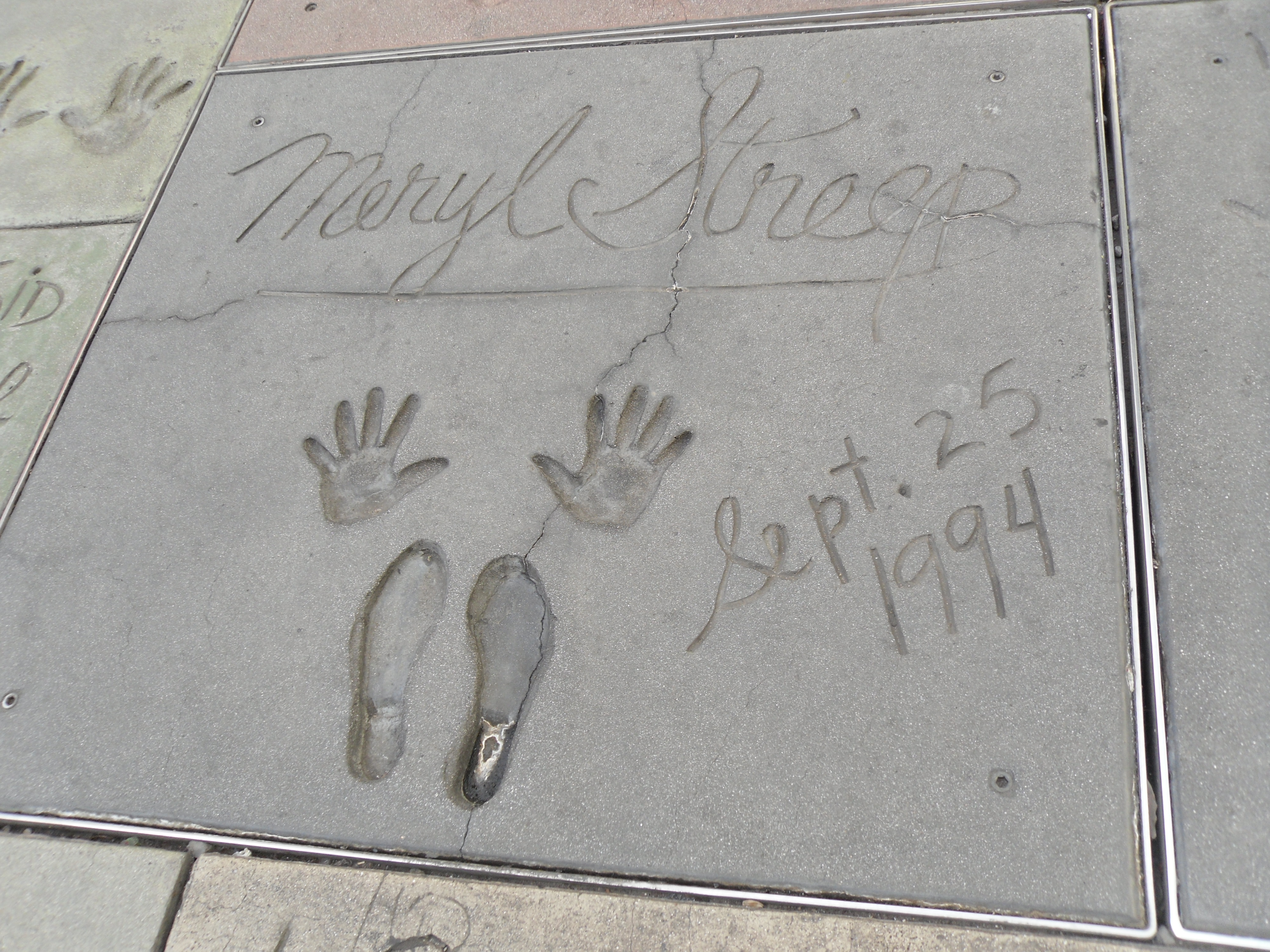
مریل استریپ